# 白痴 (1951年電影)
《白痴》（日语：はくち）乃日本知名導演黑澤明在1951年執導的電影，改編自俄國文豪杜斯妥也夫斯基的同名小說《白痴》。

## 劇情提要
第二次世界大戰戰後的北海道冬夜，在橫渡津輕海峽的船艙內，復員兵龜田欽司（森雅之飾）及赤間傳吉（三船敏郎飾）不期而遇，龜田告訴赤間自己是一個白痴，不過他的純真樸實令赤間喜愛。大野（志村喬飾）的女兒綾子（久我美子飾）愛上了龜田，卻引來眾人的訕笑。橫在龜田與綾子之間也有一個那須妙子（原節子飾），也喜歡龜田的純真。後來兩個女人面對面談清楚，逼問龜田要選擇何人，最後綾子跑了出去、妙子在門口暈倒。喜歡妙子的赤間因害怕失去她而動手殺害她，來到赤間家的龜田發現了屍體，兩人未開火爐地守著屍體（怕屍體腐臭）。

## 演員
- 那須妙子：原節子
- 龜田欽司：森雅之
- 赤間傳吉：三船敏郎
- 大野：志村喬
- 大野里子：東山千榮子
- 大野範子：文谷千代子
- 大野綾子：久我美子
- 香山睦郎：千秋實
- 香山順平：高堂國典
- 香山之母：三好榮子
- 香山孝子：千石規子
- 香山薫：井上大助
- 輕部：左卜全
- 東畑：柳永二郎
- 東畑家VIP：岸惠子

## 拍攝製作人員
- 製片：小出孝
- 導演：黑澤明
- 脚本：久板榮二郎、黑澤明
- 導演助理：萩山輝男、小林桂三郎、野村芳太郎、中平康、生駒千里、二本松嘉瑞
- 企劃：本木莊二郎
- 攝影：生方敏夫
- 音樂：早坂文雄
- 美術：松山崇
- 錄音：妹尾芳三郎
- 燈光：田村晃雄

## 軼聞
本片依黑澤明原本的構想，是總片長4小時25分鐘，並分為上下兩集。但松竹副社長城戶四郎在看過試片後認為片子太長對票房不利，要求刪剪。黑澤只好另外剪出了一個3小時02分鐘的版本（此版本於1951年5月23日起，於東京劇場僅上映三天），卻在黑澤明不知情的情況下，又被製片廠松竹刪至2小時46分（也是此片目前現存的流通版本）。此版本公映後引來許多惡評，氣得黑澤明之後多年不再為松竹攝製電影，直到1991年才又拍攝《八月狂想曲》。

## 內部連結
- 費奥多爾·陀思妥耶夫斯基
- 白痴 (小說)

## 外部連結
- （英文）IMDb: Hakuchi (1951) （页面存档备份，存于）